# Колосок (село)
Колосок — упразднённое село в Талгарском районе Алматинской области Казахстана. На момент упразднения входило в состав Октябрьского сельсовета. Упразднено в 1990-е годы.

## География
Располагалось между рекой Левый Талгар и дорогой KB-44 «Берлик-Рыскулова». Ныне на месте села располагается одноимённое садовое товарщество. 

## Население
По данным всесоюзной переписи 1989 года в селе проживало 201 человек, из которых русские составляли 68 % населения.